# Bernard Thévenet

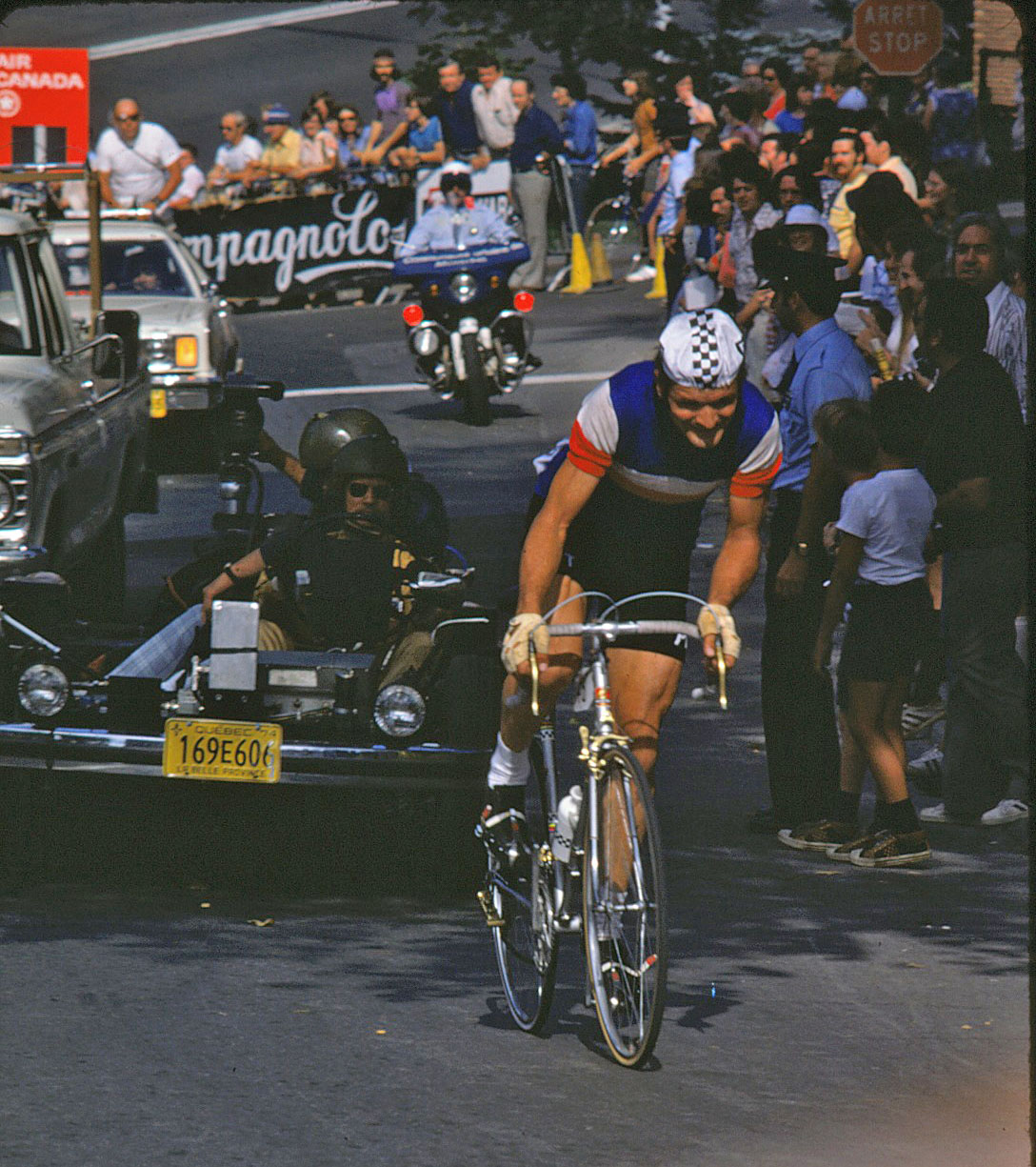
Bernard Thévenet under världsmästerskapen 1974 i Montréal.

Bernard Thévenet, född 10 januari 1948 i Saint-Julien-de-Civry, är en fransk före detta professionell tävlingscyklist. Hans största meriter är segrarna i Tour de France 1975 och 1977. Thévenet vann också Critérium du Dauphiné Libéré två gånger, 1976 och 1977.
Efter Paris-Nice 1977 testades Thévenet positivt för dopning och den vintern blev han också inlagd på sjukhus med leverproblem till följd av sitt långvariga bruk av steroider. Han drog sig tillbaka från cyklingen, erkände användandet av steroider och uppmanade sina kollegor att sluta med prestationshöjande medel inom sporten.

## Meriter
Tour de France
 Totalseger – 1975, 1977
9 etapper
Vuelta a España
1 etapp
 Nationsmästerskapens linjelopp – 1973
Romandiet runt – 1972
Critérium du Dauphiné Libéré – 1975, 1976

## Stall
- Peugeot 1970–1979
- Teka 1980
- Puch-Wolber-Campagnolo 1981